# 蘭陽冬瓜山進興宮
24°38′36″N 121°47′41″E / 24.643305°N 121.794846°E
蘭陽冬瓜山進興宮，簡稱進興宮，舊稱進興廟，是位於臺灣宜蘭縣冬山鄉珍珠村的古公三王廟宇。

## 歷史沿革

### 早期歷史
廟原名「進興廟」，於光緒十六年（1890年）興建。1993年重建。傳說當時村民玩泥巴塑神像而起乩，自稱王公，於是建廟奉祀。

### 搶奉巨石
1993年4月中旬，承包台九線拓寬工程的李茂榮在蘇澳鎮聖湖軍人公墓旁挖出兩塊大石頭，其中一塊旋即失蹤，後來又挖出一塊更大的石頭。此塊巨石屬於石英石，長三點五公尺、高二點五公尺、厚二公尺，重五十七噸，光滑亮潔。
蘇澳鎮民游火在路過台九線時也發現了這個巨石，立刻告訴蘇澳鎮公所、代表會及鎮籍4位縣議員，還建議可將此石做為蘇澳鎮的標誌。蘇澳鎮人士認為，巨石出土正好在蘇澳鎮的出口處，周圍都是紅土，照理不該有石英石，遂認為這石是山神所化。可是，當蘇澳人一夥人趕去查看時，巨石已被運走，於是縣議員吳文發向蘇澳警局報案，直到同月24日才在冬山鄉的進興宮找到，發現是李茂榮父親、進興廟管委李朝松所運走。李朝松表示曾計畫炸碎，但考慮到鄰近住家及來往行車安全，而此時剛好進興宮正在重建，於是運走這塊巨石來美化廟前廣場。進興廟信徒不僅將大石洗乾淨，繫上紅巾，還選吉時良辰安放，當做鎮山神物。
蘇澳鎮民表示巨石在蘇澳出土，抗議，認為冬山鄉應該歸還；進興宮則說包商有權處理開挖的土石，且巨石出土後在路旁置放多日，蘇澳人都沒表示意見，現已無理由索討。5月8日雙方再度協調後，進興宮同意日內召開管理委員會討論，若無結果再以擲筊方式由神示決定。
同月22日晚上，進興廟委員在會議上都反對把巨石還給蘇澳鎮，認為沒有向神明請示的必要。由於雙方不肯相讓，這塊巨石也就保留在進興宮，成為一處景觀。一些民眾相信能此石能整流人體磁場，讓人全身舒暢。

### 兩廟和解
進興宮與村內主祀開漳聖王的聖福廟相隔不到五百公尺。1970年開始，兩廟分別改建兩次。因建廟互相比高、比大，村民因遂宗教信仰而產生長達三十年的對立，許多村內活動互不參加，兩邊村民互不信任的誤會也會越深。
珍珠社區發展協會理事長李後進決定擔任和事佬，2001年大年初三在社區幹部帶領下，進興宮委員向聖福廟委員拜年，近期將再帶領進香團前往聖福廟參加祝壽活動，獲得聖福廟主委黃松枝善意回應。
2001年3月4日，村內舉行名為「珍珠里簡農春祭，村和萬事成」的活動。進興宮以聖福廟信徒較多，決定召集數百名進興宮信徒，步行到聖福廟進香並呈疏文。在冬山鄉長林定國、珍珠村長羅榮溪、李後進見證下，兩廟主委黃松枝、李朝松在橄欖腳橋旁栽種大葉山欖，紀念這次大和解，終結三十年的對立。
後來，李後進策劃「千人作伙疊草垺」活動，邀請兩廟一起完成高七公尺、彩繪兩廟主神開漳聖王、古公三王的大草垺。

## 祭祀活動
古公三王聖誕為農曆十一月十五。廟方還塑一尊神像代表巨石，安奉在主殿。
2002年5月25日，從漳州市漳浦縣湖西坑古公三王廟迎回一尊第三王公的神像。全台灣信奉三王公的寺廟，在慶典都來迎奉此尊約三台尺高的神像。
2014年6月1日，安座文殊菩薩、觀音菩薩與普賢菩薩，配合冬瓜山古公三王文化祭，邀請葉璦菱等到場表演。

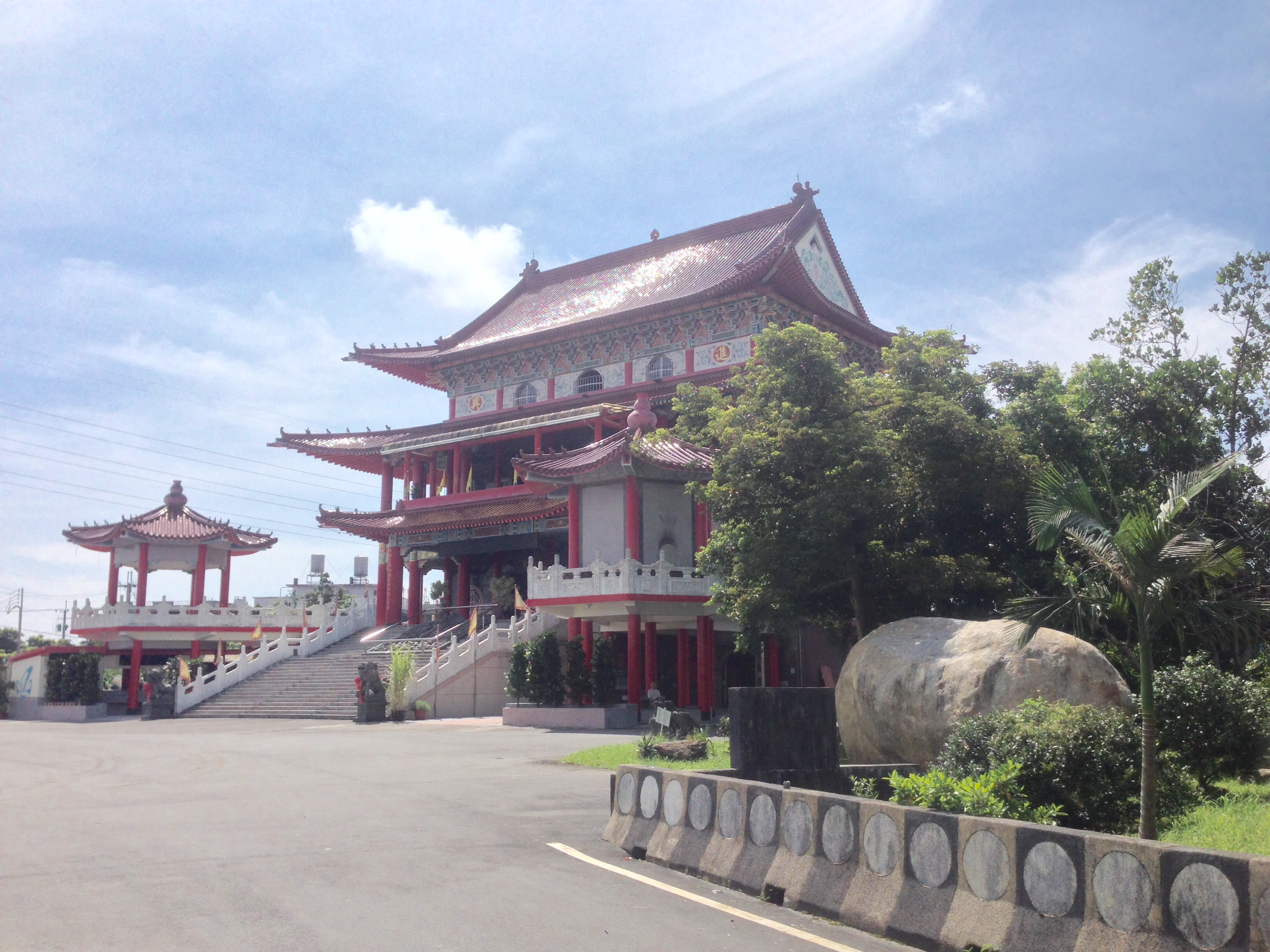
進興宮與靈石
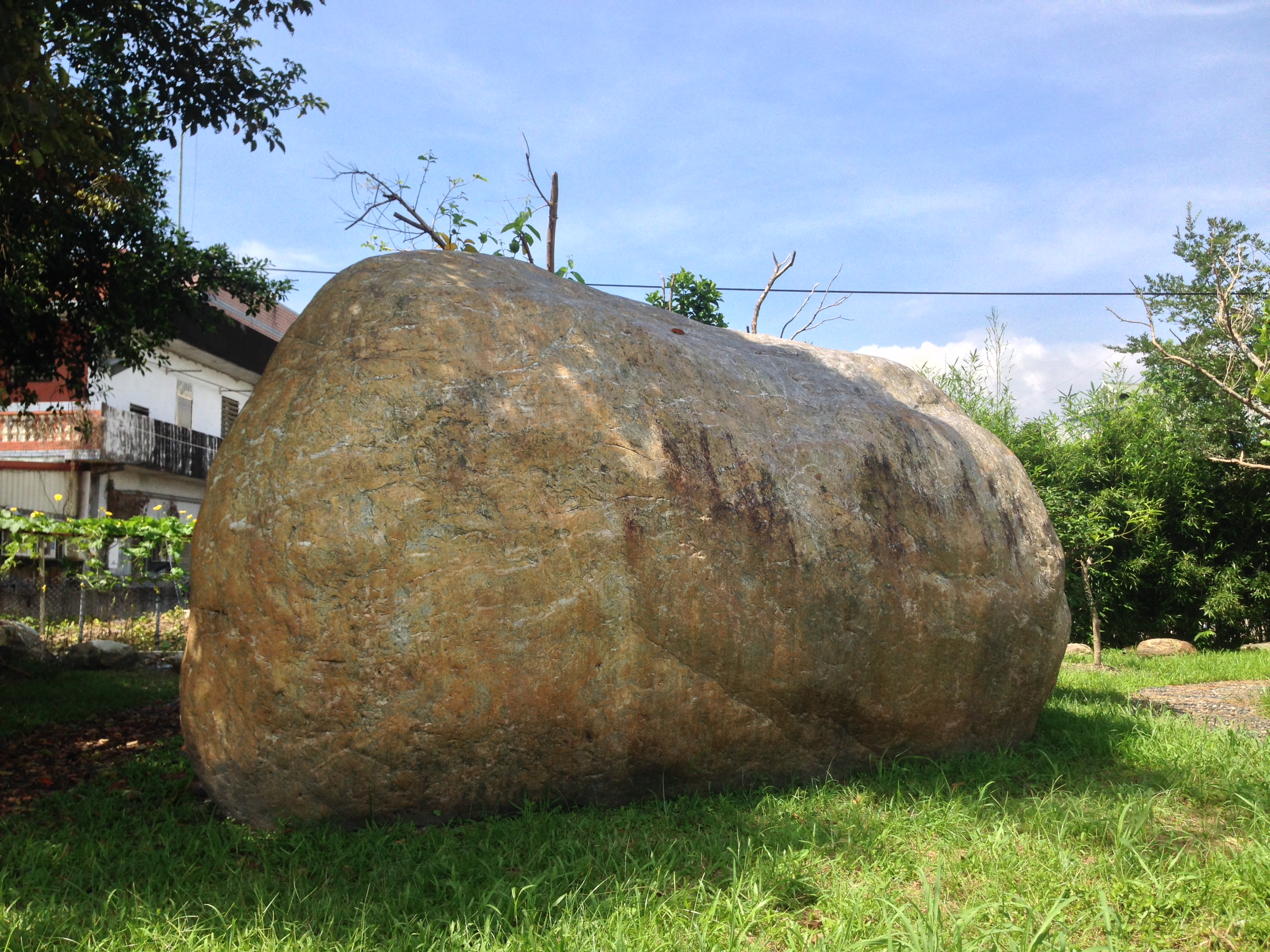
靈石
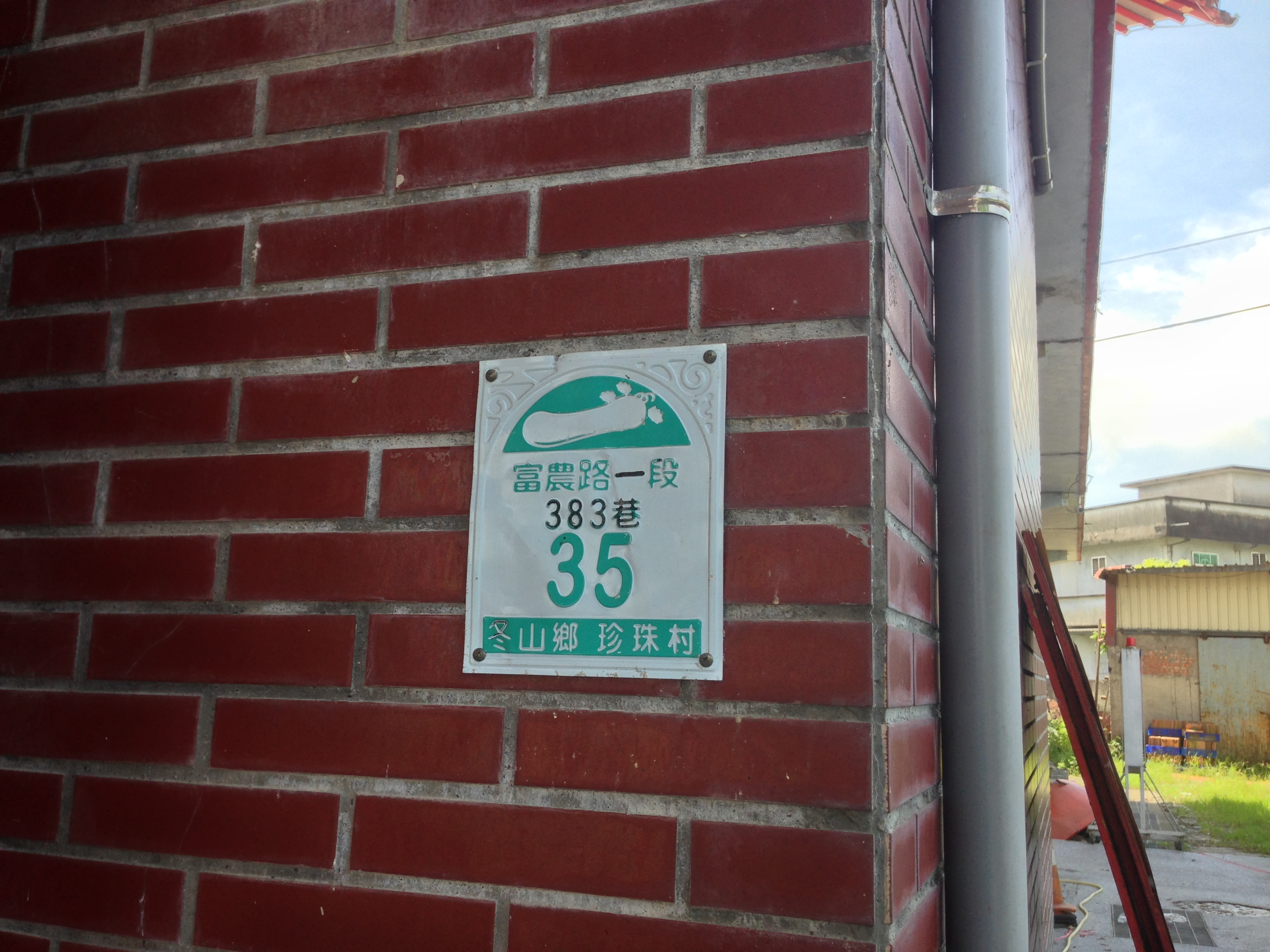
進興宮門牌寫有富農路一段383巷35號。
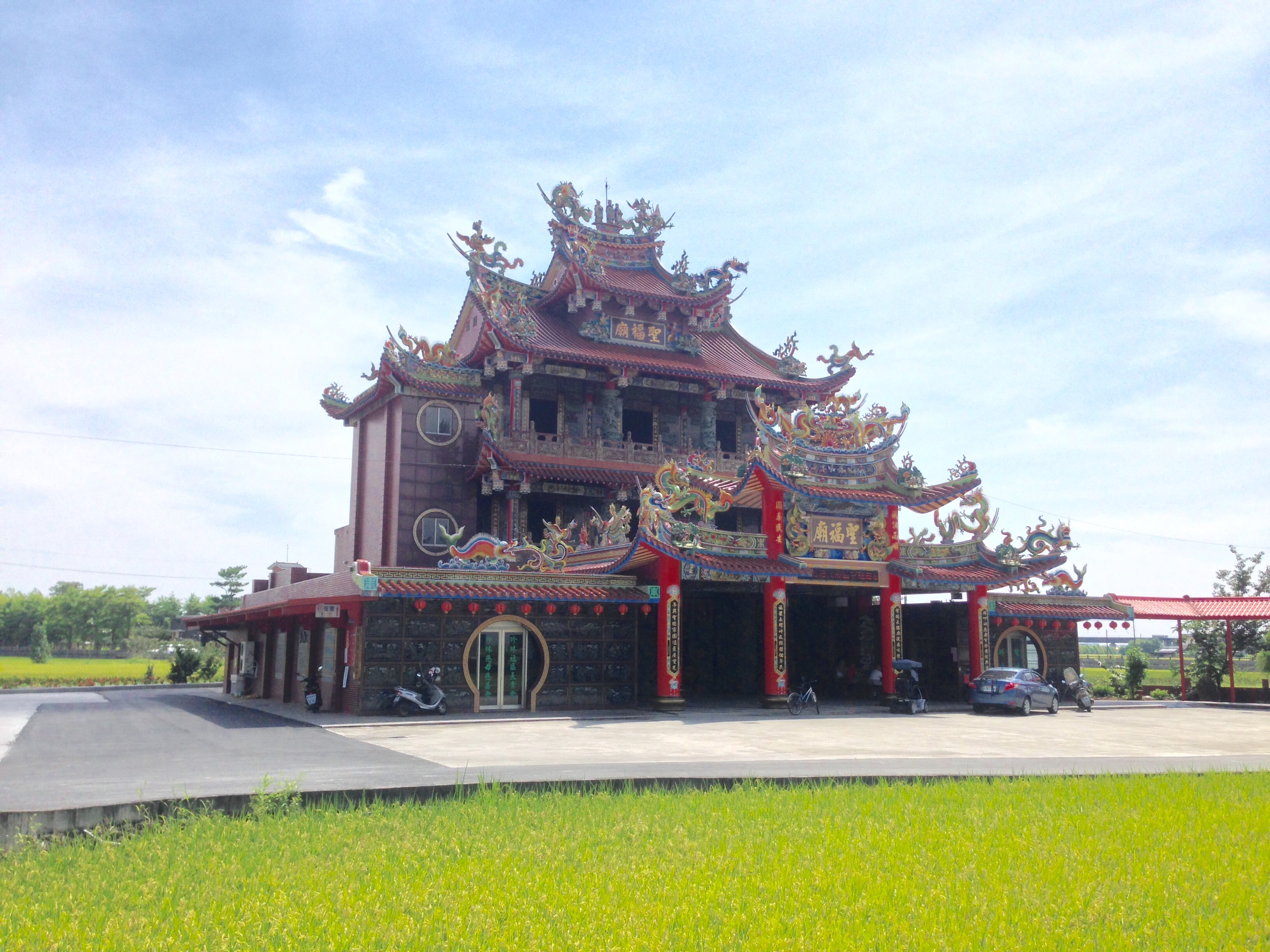
2017年拍照時，聖福廟旁的小廟已不存。